# Polyzoa vesiculiphora
Polyzoa vesiculiphora är en sjöpungsart som beskrevs av Takasi Tokioka 1951. Polyzoa vesiculiphora ingår i släktet Polyzoa och familjen Styelidae. Inga underarter finns listade i Catalogue of Life.